# Zalagasper
Zalagasper (попередня назва Зала Краль & Ґашпер Шантл, словен. Zala Kralj & Gašper Šantl) — словенський музичний дует з Марибора, який складається з вокалістки Зали Краль та мультиінструменталіста Ґашпера Шантла. Дует представляв Словенію на 64-му пісенному конкурсі «Євробачення» в Тель-Авіві, з піснею «Sebi».

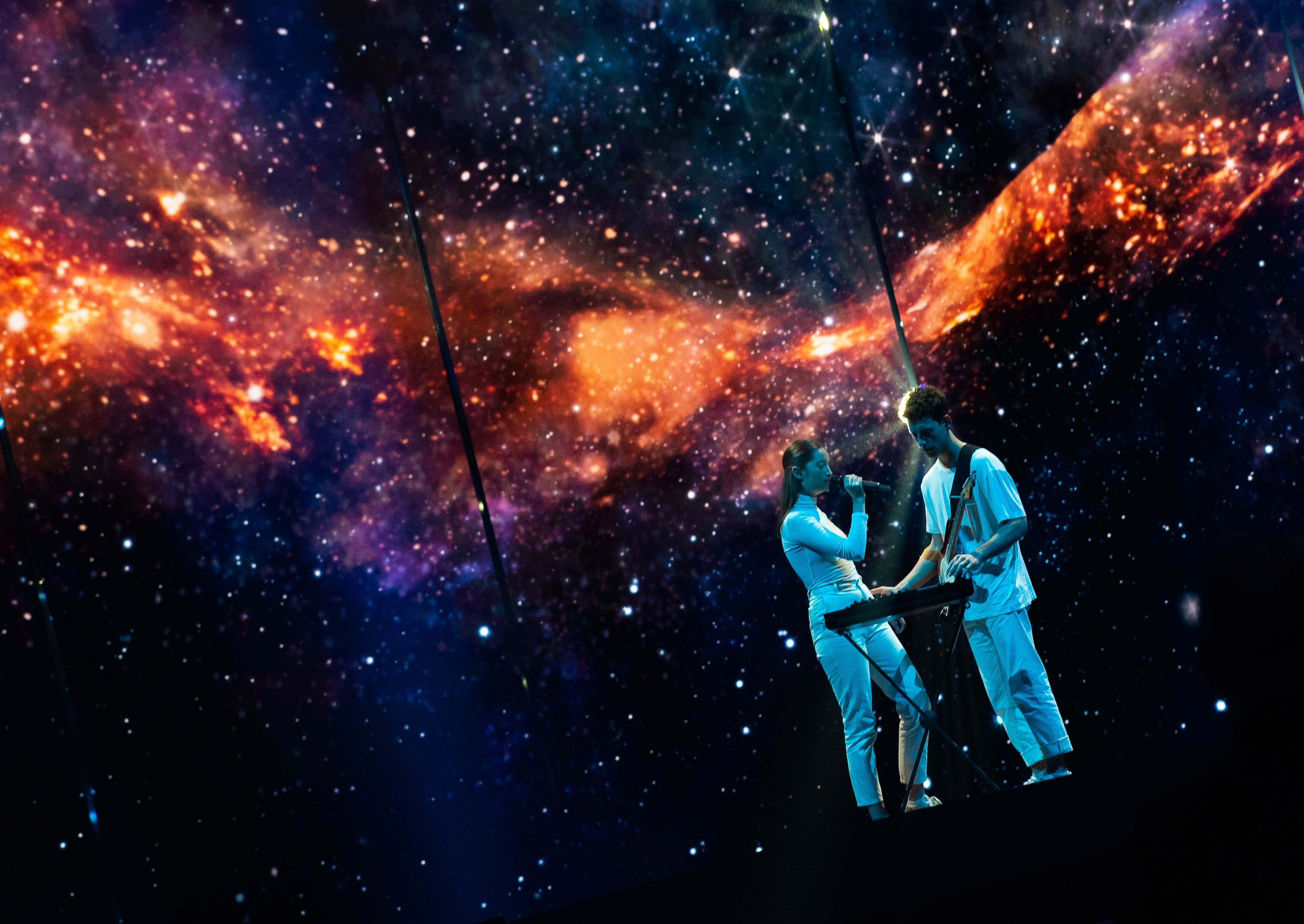
Дует на репетиції «Євробачення», 2019

Дует був утворений у 2018 році, після того, як Краль почала виконувати вольні партії на деяких піснях, написаних та спродюсованих Шантлом. Вони випустили сингли «Valovi», «Baloni» та «S teboi» у 2018 році, а вже у лютому 2019 року випустити свій дебютний мініальбом «Štiri».

## Дискографія

### Студійні альбоми
| Назва | Деталі альбому                                                                                |
| ----- | --------------------------------------------------------------------------------------------- |
| 4     | - Дата: 14 лютого 2020 року - Поширення: Universal Music Slovenia - Формати: Digital download |

### Міні-альбом
| Назва | Деталі альбому                                                                                |
| ----- | --------------------------------------------------------------------------------------------- |
| Štiri | - Дата: 16 лютого 2019 року - Поширення: Universal Music Slovenia - Формати: Digital download |

### Сингли
| «Valovi»                                                   | 2018 | — | Štiri та 4 |
| «Baloni»                                                   | 2018 | — | Štiri та 4 |
| «S teboi»                                                  | 2018 | — | Štiri та 4 |
| «Sebi»                                                     | 2019 | 9 | Štiri та 4 |
| «Come to Me»                                               | 2019 | — | 4          |
| «Signals»                                                  | 2019 | — | 4          |
| «Me & My Boi»                                              | 2020 | — | 4          |
| "—" позначає сингл, який не ввійшов у чарти або не вийшов. |      |   |            |